# Liste der Bodendenkmale in Damp
In der Liste der Bodendenkmale in Damp sind die Bodendenkmale der Gemeinde Damp nach dem Stand der Bodendenkmalliste des Archäologischen Landesamts Schleswig-Holstein von 2016 aufgelistet. Die Baudenkmale sind in der Liste der Kulturdenkmale in Damp aufgeführt.
| Denkmal-ID           | Befundart         | Bezeichnung                   | Zeitstellung        | Lage | Bemerkungen                                  | Bild |
| -------------------- | ----------------- | ----------------------------- | ------------------- | ---- | -------------------------------------------- | ---- |
| aKD-ALSH-Nr. 003 064 | Versammlungsplatz | Versammlungsplatz „Rote Maaß“ | römische Kaiserzeit |      | Steinkreis, Kultplatz des 2.–4. Jahrhunderts |      |